# Meta (departement)
Meta je departement v centrální části Kolumbie. Sousedí s departementy Vichada, Cundinamarca, Casanare, Guaviare, Caquetá. V rámci kolumbijských departementu je čtvrtý největší co do rozlohy a sedmnáctý co do počtu obyvatel. Rozprostírá se v přírodním regionu vlhkých savan, tzv. Llanos, v kolumbijské Orinoquíi. Částečně sem zasahují východní svahy pohoří Východní Kordillera. Nejvýznamnějšími řekami jsou Guaviare a Meta (povodí Orinoka). 
Departement sestává z 29 obcí. Správním centrem je město Villavicencio.